# Mohánélő szemcsegomba
A mohánélő szemcsegomba (Chromocyphella muscicola) a Chromocyphellaceae családba tartozó, Európában honos, fakérgen élő mohák parazita gombafaja. 

## Megjelenése

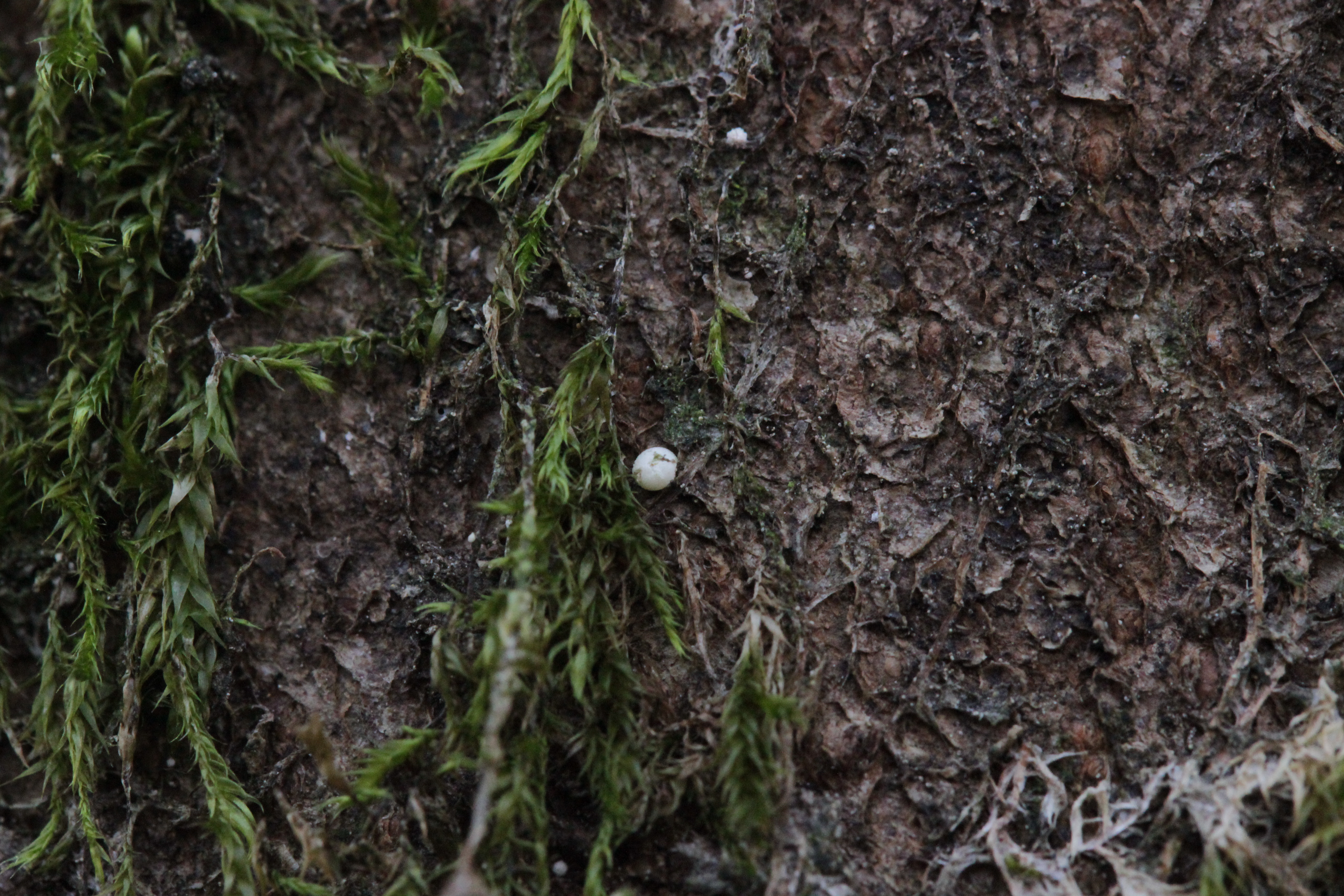

A mohánélő szemcsegomba termőteste 1-5 (7) mm átmérőjű, alakja csésze vagy serlegszerű, amely közvetlenül vagy rövid nyéllel kapcsolódik az aljzathoz. Színe fiatalon fehér, szürkés vagy sárgás, idősen vörösbarna. Külső része fehéresen bolyhos. Széle finoman szőrözött. 
Belső termőrétege sima vagy kissé ráncolt, színe eleinte fehér, később barnás. 
Húsa vékony, színe fehér. Szaga és íze nem jellegzetes. 
Spórapora barna, fahéjbarna. Spórája kerek vagy széles ellipszis alakú, vastag falú, mérete 7-9,8 x 5,8-8,5 µm. 

### Hasonló fajok
A hófehér csészegombácska, a áttetsző koronggombácska, a gyűszűs csőgomba hasonlíthat hozzá. 

## Elterjedése és termőhelye
Európában honos.
Fakérgen, nedves helyeken élő lombos mohák parazitája, a termőtest gyakran a kéreghez kapcsolódik. Nyáron és ősszel terem. 
Nem ehető. 